# Бердянський автобус
Бердянське маршру́тне таксі — система автобусних маршрутів (маршрутних таксі) в місті Бердянськ.
Перевезення пасажирів здійснюється на 20 міських маршрутах.
Головні транспортні вузли — Автовокзал, Центральний ринок, залізничний вокзал, через які прямують усі маршрути міста Бердянська.

## Маршрути
Перелік маршрутних таксі м. Бердянська:
| Міські автобусні маршрути | Міські автобусні маршрути               | Міські автобусні маршрути                  | Міські автобусні маршрути | Міські автобусні маршрути |
| №                         | Початковий пункт                        | Кінцевий пункт                             | Маршрут прямування        | Примітка                  |
| ------------------------- | --------------------------------------- | ------------------------------------------ | ------------------------- | ------------------------- |
| 2                         | Завод «Азовкабель»                      | ДС «Бердянський»                           |                           |                           |
| 4                         | Школа № 7 (р-н АКЗ)                     | зал вокзал                                 |                           |                           |
| 4/1                       | Пост ДАІ                                | Залізничний вокзал                         |                           |                           |
| 4/3                       | Селище РТС                              | Залізничний вокзал                         |                           |                           |
| 5                         | ВАТ «АЗМОЛ»                             | Залізничний вокзал                         |                           |                           |
| 5/2                       | ВАТ «АЗМОЛ»                             | Залізничний вокзал — Санаторій «Бердянськ» |                           |                           |
| 8                         | Автовокзал                              | вул. 8 Березня                             |                           |                           |
| 8А                        | Автовокзал                              | вул. Яблочкова                             |                           |                           |
| 9                         | Психдиспансер (Військове містечко)      | Залізничний вокзал                         |                           |                           |
| 10                        | Автовокзал                              | вул. Руднєвой (р-н Колонія, Макорти)       |                           |                           |
| 12                        | Центральний ринок                       | с. Нововасилівка                           |                           |                           |
| 12/21                     | Центральний ринок (через вул. Північна) | с. Нововасилівка                           |                           |                           |
| 13                        | Завод «Азовкабель» (через Ліски)        | Залізничний вокзал                         |                           |                           |
| 17                        | Універмаг «Черемушки» (р-н Гора)        | Аквапарк «Мис доброї надії»                |                           |                           |
| 17/15                     | Універмаг «Черемушки»                   | Далека коса                                |                           |                           |
| 19                        | Центральний ринок                       | Міський цвинтар                            |                           |                           |
| 21                        | Тубдиспансер (через вул. Північна)      | Залізничний вокзал                         |                           |                           |
| 27                        | Тубдиспансер                            | Залізничний вокзал                         |                           |                           |
| 82                        | Центральний ринок                       | с. Роза                                    |                           |                           |

## Рухомий склад
На маршрутах працюють автобуси марок ПАЗ, ЛАЗ, МАЗ, Рута тощо.

## Оплата проїзду
Вартість проїзду містом з 2018 року по 12 жовтня 2021 року становила 6,00 ₴. У місця літнього відпочинку (коса) — 8,00 грн, у село Нововасилівка — 8,00 грн, у селище Роза — 9,50 грн.
Відповідно рішенню Бердянського виконавчого комітету про коригування вартості проїзду, з 13 жовтня 2021 року встановлена вартість проїзду у міському пасажирському автомобільному транспорті загального користування, що здійснює перевезення в режимі маршрутного таксі — 8,00 ₴, на маршрутах № 12 «Центральний ринок — с. Нововасилівка», № 12/21 «Центральний ринок — вул. Морозова — с. Нововасилівка», № 17/15 «Універмаг “Черьомушки” — Дальня Коса» у розмірі 11,00 грн за одне пасажироперевезення, № 82 «Центральний ринок — с. Роза» у розмірі 14,00 грн за одне пасажироперевезення. На засіданні виконавчого комітету також було прийнято рішення про внесення змін до рішення виконавчого комітету Бердянської міської ради від 10 листопада 2020 року № 392 «Про організацію пасажирських перевезень на період карантинних обмежень». Цим рішенням скасовані прийняті наприкінці 2020 року обмеження у часі на пільговий проїзд у маршрутному транспорті для громадян, які мають категорії «пенсіонер за віком» або «особа з інвалідністю 3-ї групи». Тобто ці категорії можуть користуватися пільговим проїздом протягом усього дня без обмежень.
Вартість проїзду для пасажирів пільгових категорій — знижка 50 %.

## Перевізники
- ТОВ «Бердянська автотранспортна компанія»;
- ФОП Бойко Костянтин Васильович;
- ФОП Гринів Володимир Анатолійович;
- ФОП Іванченко Владислав Іванович;
- ФОП Ковалів Юлій Едуардович;
- ФОП Коломиєць Валерій Анатолійович;
- ФОП Медвицький Сергій Петрович;
- ФОП Омельчук Володимир Юрійович;
- ФОП Сопільняк Юрій Васильович.